# Дома 1121 км
Дома 1121 км (рос. Дома 1121 км) — сільський населений пункт без офіційного статусу в Сарапульському районі Удмуртії, Росія.
Ту знаходиться залізнична станція Бугриш на залізниці Агриз-Сарапул.

## Населення
Населення становить 33 особи (2010, 34 у 2002).
Національний склад (2002):
- росіяни — 82 %